# Western Mail
El Wertern Mail es un diario sensacionalista del Reino Unido publicado por Media Wales Ltd. en Cardiff, Gales, propiedad de la empresa Reach plc (empresa).
Se describe como “el periódico nacional de Gales”  (originalmente el periódico nacional de Gales y Monmouthshire), aunque tiene una circulación muy limitada en el norte de Gales. Se publicó como periódico de gran formato hasta el año 2004, fecha en que se convirtió en un diario compacto.

## Historia
Fue fundado en Cardiff en 1869 por John Crichton-Stuart, tercer  Marqués de Bute, como periódico Conservadurismo de un centavo. Lascelles Carr (1841-1902), director desde 1869, compró junto a Daniel Owen el diario en 1877. Históricamente, en Gales del Sur el Wester Mail siempre se ha sido asociado a los intereses de la industria del hierro y el carbón. A menudo este hecho ha llevado en diversas ocasiones al diario a ser visto con cierta enemistad por parte de los trabajadores, sobre todo durante las huelgas de la industria del carbón en el siglo XX.
Tras la descentralización, el periódico ha adquirido un aire populista y local, interesándose en los temas particulares de Gales como el cierre de escuelas en la nación. En sus páginas interiores se otorga gran cobertura al rugby galés.
El diario ha variado la cantidad de espacio dedicado a la lengua galesa, publicando en la actualidad dos páginas completas en galés en el suplemento del sábado.